# Oliva kerstitchi
Oliva kerstitchi is een slakkensoort uit de familie van de Olividae. De wetenschappelijke naam van de soort is voor het eerst geldig gepubliceerd in 1985 door da Motta.